# Fürstenfeld (gemeente)
Fürstenfeld is een gemeente in de Oostenrijkse deelstaat Stiermarken, gelegen in het district Fürstenfeld. De gemeente heeft 8455 (2016) inwoners.

## Geografie

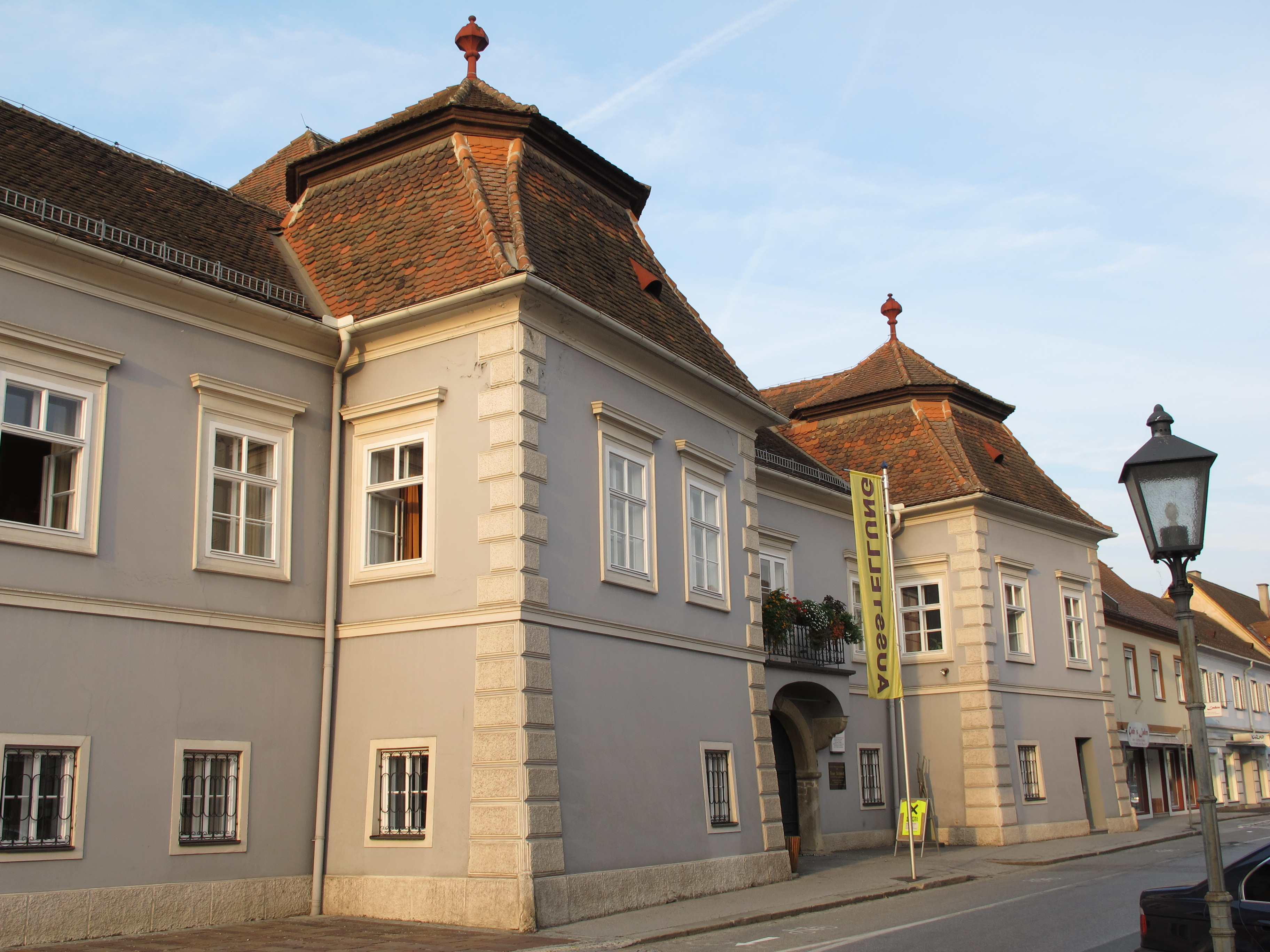
Muziekschool in het oude raadhuis

Fürstenfeld heeft een oppervlakte van 50,41 km². De gemeente ligt in het oosten van Oostenrijk, in het oosten van de deelstaat Stiermarken. De gemeente ligt dicht bij de grens met de deelstaat Burgenland.
Bad Blumau · Bad Loipersdorf ·Bad Waltersdorf · Buch-St. Magdalena · Burgau · Dechantskirchen · Ebersdorf · Feistritztal · Friedberg · Fürstenfeld · Grafendorf bei Hartberg · Greinbach · Großsteinbach · Großwilfersdorf · Hartberg · Hartberg Umgebung · Hartl · Ilz · Kaindorf · Lafnitz ·  Neudau · Ottendorf an der Rittschein · Pinggau · Pöllau · Pöllauberg · Rohr bei Hartberg · Rohrbach an der Lafnitz · Sankt Jakob im Walde · Sankt Johann in der Haide · Sankt Lorenzen am Wechsel · Schäffern · Söchau · Stubenberg · Vorau · Waldbach · Wenigzell-Mönichwald
- Gemeinsame Normdatei: 4086562-9
- Library of Congress Control Number: n85297522
- MusicBrainz: 1b954dad-2649-429a-b5a7-1911c7578138
- Nationale Bibliotheek van Tsjechië: ge890593
- Nationale Bibliotheek van Israël: 987007567120005171
- Virtual International Authority File: 129079779
- WorldCat: E39PBJfH3WRVFdrbwVMxjPBgKd